# Хартсёйкер, Тон
Тон Хартсёйкер (нидерл. Ton Hartsuiker; 12 мая 1933 — 8 мая 2015) — нидерландский пианист и композитор.
В 1963 г. получил вторую премию на конкурсе композиторов «Gaudeamus», в дальнейшем неоднократно возглавлял его жюри. В 1979—1993 гг. директор Утрехтской консерватории, затем в 1993—1998 гг. возглавил амстердамскую Консерваторию имени Свелинка.
Среди его учеников были Оливер Фрэнкс, Гус Янссен, Артур Юссен, Кристиан Куйвенховен и Ральф ван Раат.